# Khmara Island
Khmara Island (russisch Остров Хмары Ostrow Chmary) ist eine kleine Insel vor der Küste des ostantarktischen Königin-Marie-Lands. In der Gruppe der Haswell-Inseln liegt sie 1,5 km südlich der Haswell-Insel.
Luftaufnahmen der US-amerikanischen Operation Highjump (1946–1947) dienten ihrer Kartierung. Sowjetische Wissenschaftler nahmen 1956 eine neuerliche Kartierung vor und benannten sie nach dem Zugmaschinenführer I. F. Chmara, der im Januar 1956 in der Nähe der Mirny-Station ums Leben gekommen war, als seine Zugmaschine durch eine zu dünne Eisdecke eingebrochen war. Das Antarctic Names Committee of Australia übertrug diese Benennung im Jahr 1960 ins Englische.